# Marie Bunel
Pour les articles homonymes, voir Bunel et Gourdy.
Marie Bunel, née le 27 mai 1961 à Champigny-sur-Marne, (Val-de-Marne), est une actrice française.

## Biographie

### Premiers pas
Rêvant de théâtre, Marie Bunel s'inscrit au Lee Strasberg Theatre Institute aux États-Unis puis au Centre Américain de Paris : l'Atelier Blanche Salant.
Au théâtre, elle est mise en scène par Roger Planchon (Le Radeau de la Méduse), Claudia Stavisky (Oncle Vania), Patrice Chéreau (Rêve d'Automne), Didier Long (Le Système).

### Carrière
Elle décroche son premier rôle au cinéma en 1977 dans le film L'Hôtel de la plage de Michel Lang puis tourne avec Claude Chabrol (quatre films), Christian Vincent (La Discrète), Jean-Loup Hubert (La Reine blanche), John Lvoff dans Couples et Amants qui lui vaut une nomination au César du meilleur espoir féminin en 1995, Claude Lelouch (Les Misérables), Christophe Honoré (17 fois Cécile Cassard).
En 2003, le rôle de Violette Morhange dans le film Les Choristes la révèle au grand public.
À la télévision, Marie Bunel participe à de nombreuses séries et téléfilms. Elle obtient le rôle principal dans deux séries : La Cour des grands et Main courante sur France 2.
Elle mène également une carrière internationale et est nommée en 2014 aux AACTA Awards de Sydney pour son rôle dans le téléfilm An Accidental Soldier (en) de Rachel Ward.
L'actrice reçoit le 24 juillet 2015 le prix Reconnaissance des cinéphiles à Puget-Théniers (Alpes-Maritimes) pour l'ensemble de sa carrière.
Marie Bunel est la marraine de l'association Saramagbelle, qui œuvre pour les enfants atteints du cancer.

### Vie privée
Elle est mariée avec l'acteur Vincent Winterhalter. Ils ont deux garçons nés en 1998 et 2000

## Filmographie

### Cinéma

#### Longs métrages
- 1977 : L'Hôtel de la plage de Michel Lang : Claudie
- 1978 : Les Filles du régiment de Claude Bernard-Aubert : Christine Morin dite « Jolies Meules »
- 1982 : La Boum 2 de Claude Pinoteau :
- 1983 : Le Sang des autres  de Claude Chabrol : Yvonne
- 1985 : Gros Dégueulasse de Bruno Zincone
- 1985 : Le Gaffeur de Serge Pénard : Madeleine
- 1988 : Une affaire de femmes de Claude Chabrol : Ginette
- 1989 : La Révolution française (Les années lumière - Les années terribles) de Robert Enrico, Richard T. Heffron : Lucile Desmoulins
- 1990 : Le Secret de Sarah Tombelaine de Daniel Lacambre : voix
- 1990 : La Discrète de Christian Vincent : Solange
- 1991 : La Reine blanche de Jean-Loup Hubert :
- 1992 : Gito, l'ingrat de Léonce Ngabo
- 1992 : La Femme à abattre de Guy Pinon : Elisabeth
- 1993 : Rupture(s) de Christine Citti :
- 1993 : Couples et Amants de John Lvoff : Isabelle
- 1993 : Le Bateau de mariage de Jean-Pierre Améris : Béatrice
- 1994 : Les Misérables de Claude Lelouch : une jeune femme juive
- 1994 : Lou n'a pas dit non d'Anne-Marie Miéville : Lou
- 1995 : Au petit Marguery de Laurent Bénégui : Anne-Françoise
- 1996 : Ma vie en rose d'Alain Berliner : la psychanalyste
- 2000 : Que faisaient les femmes pendant que l'homme marchait sur la Lune ? de Chris Vander Stappen : Sacha Kessler
- 2002 : 17 fois Cécile Cassard de Christophe Honoré : l'institutrice
- 2003 : Les Fautes d'orthographe de Jean-Jacques Zilbermann : la secrétaire du collège
- 2003 : Les Choristes de Christophe Barratier : Violette Morhange
- 2004 : Saint-Jacques… La Mecque de Coline Serreau : Mathilde
- 2004 : Arsène Lupin de Jean-Paul Salomé : Henriette Lupin
- 2006 : Demandez la permission aux enfants d'Éric Civanyan : Laurence Culerrier
- 2007 : La Fille coupée en deux de Claude Chabrol : Marie Deneige
- 2007 : Trois amis de Michel Boujenah : Florence Capla
- 2009 : Bellamy de Claude Chabrol : Françoise Bellamy
- 2011 : La Ligne blanche d'Olivier Torres : Sophie
- 2011 : La Nouvelle Guerre des boutons de Christophe Barratier : la mère Lebrac
- 2013 : Jappeloup de Christian Duguay : Arlette Durand
- 2013 : Quai d'Orsay de Bertrand Tavernier : Martine
- 2014 : À court d'enfants de Marie-Hélène Roux : Denise Roblin
- 2017 : C'est beau la vie quand on y pense de Gérard Jugnot : Clara
- 2018 : Midnight Dreamers de Franchin Don et Wan Lifang : l'enseignante
- 2018 : Links of Life de Marie-Hélène Roux : Marion
- 2019 : Le Daim de Quentin Dupieux : Kylie
- 2019 : Deux moi de Cédric Klapisch : la mère de Rémy
- 2021 : La Troisième Guerre de Giovanni Aloi : Sylvie Corvard
- 2022 : Fumer fait tousser de Quentin Dupieux : la caissière
- 2023 : Les Petites Victoires de Mélanie Auffret : Claudine
- 2023 : Sexygénaires de Robin Sykes : Sylvie
- 2023 : Little Girl Blue de Mona Achache : Kathleen Evin
- 2023 : Daaaaaalí ! de Quentin Dupieux : Mme Abravanel
- 2024 : Un Noël en famille de Jeanne Gottesdiener : Laura

#### Courts métrages
- 1984 : Une soirée perdue de Cécile Decugis
- 1991 : Amélie palace de Marie Hélia
- 1991 : Passera-t-il ? de Claude Duty
- 1992 : Paroles passagères de Denis Jutzeler
- 1998 : La Fête des mères de Chris Vander Stappen
- 2004 : Pluies de Véronique Aubouy
- 2005 : Poids plume de Nolwenn Lemesle
- 2007 : Juste une heure de Virginie Peignien[9]
- 2013 : Une vie déportée de Marie-Hélène Roux
- 2014 : Entre-deux de Franchin Don
- 2016 : Trois mois de Diego Aldama
- 2017 : Rappelle-moi de Marie-Hélène Copti
- 2018 : Jeter l'ancre un seul jour de Paul Marques Duarte[10]
- 2020 : Délit d'innocence de Mickaël Gauthier

### Télévision
- 1977 : Au bout du printemps - Voyage au bout du printemps de Bernard Dubois
- 1979 : Mon ami Gaylord, série de Pierre Goutas
- 1981 : La Double Vie de Théophraste Longuet, mini-série réalisée par Yannick Andréi
- 1981 : Le Rembrandt de Verrières de Pierre Goutas
- 1981 : Joli cœur (Les Amours des années grises no 2) de Gérard Espinasse
- 1982 : Lorelei de Jacques Doniol-Valcroze
- 1983 : Les Enquêtes du commissaire Maigret de René Lucot (série télévisée), épisode : Maigret s'amuse
- 1984 : Le Scénario défendu de Michel Mitrani
- 1984 : L'Île de la jeune fille bleue de Patrick Jamain
- 1985 : Rancune tenace, série d'Emmanuel Fonlladosa
- 1985 : Maguy, épisode Les trois font la paire
- 1986 : La Course à la bombe, série de Jean-François Delassus
- 1987 : Les Cinq Dernières Minutes, épisode Crime, blanc, bleu réalisé par Louis Grospierre
- 1989 : La Nuit des fantômes de Jean-Daniel Verhaeghe
- 1991 : La Place du père de Laurent Heynemann
- 1991 : Mes coquins  de Jean-Daniel Verhaeghe
- 1991 : Imogène, épisode Imogène et les légumes maudits réalisé par Jean-Daniel Verhaeghe
- 1992 : Pour trois jours de bonheur de Jacques Otmezguine
- 1993 : L'Interdiction de Jean-Daniel Verhaeghe
- 1993 : Association de bienfaiteurs de Jean-Daniel Verhaeghe
- 1994 : L'Annamite de Thierry Chabert
- 1995 : Tous les hommes sont menteurs d'Alain Wermus
- 1995 : Le Garçon sur la colline de Dominique Baron
- 1996 : Mars ou la terre de Bertrand Arthuys
- 1996 : L'Île aux secrets de Bruno Herbulot
- 1996 : Crédit bonheur de Luc Béraud
- 1996 : Tous les hommes sont menteurs d'Alain Wermus : Sophie
- 1997 : Des gens si bien élevés d'Alain Nahum
- 1999 : Le Miroir aux alouettes de Francis Fehr
- 2000 : Mathieu Corot, épisode L'Amour interdit  réalisé par Pascale Dallet
- 2001 : Tout contre Léo de Christophe Honoré
- 2001 : La Colère du Diable de Chris Vander Stappen
- 2001 : Une femme d'honneur, épisode À cœur perdu réalisé par Philippe Monnier
- 2001 : Les Enquêtes d'Éloïse Rome, épisode Mort à répétition réalisé par Denys Granier-Deferre
- 2002 : Le Choix de Macha de Marianne Lamour
- 2003 : Malone, épisode La 7e victime
- 2004 : Le Silence de la mer de Pierre Boutron
- 2004 : La Crim', épisode L'Intox réalisé par Denis Amar
- 2004 : Quelle aventure ! : 1 épisode
- 2005 : Le Procès de Bobigny de François Luciani
- 2005 - 2006 : Les Inséparables, série réalisée par Élisabeth Rappeneau
- 2005 : La Crim', épisode Duel rréalisé par Éric Woreth
- 2006 : Petits Meurtres en famille d'Edwin Baily
- 2008 - 2009 : La Cour des grands, série créée par Didier Cohen : Lisa Rivière
- 2010 : Contes et nouvelles du XIXe siècle, épisode L'Écornifleur réalisé par Jean-Charles Tacchella
- 2011 : Pasteur d'Alain Brunard
- 2012 : RIS police scientifique, épisode Le Prix d'excellence
- 2012 : Main courante, série télévisée de Jean-Marc Thérin
- 2013 : An Accidental Soldier de Rachel Ward
- 2013 : Tunnel, série de Dominik Moll
- 2014 : Coup de cœur de Dominique Ladoge
- 2014 : Joséphine, ange gardien, épisode Légendes d'Armor réalisé par Christophe Barbier
- 2014 : Méfions-nous des honnêtes gens de Gérard Jourd'hui
- 2017 : La Bête curieuse de Laurent Perreau
- 2017 : Un village français, série  : Françoise Beriot adulte
- 2018 : Les Secrets, mini-série de Christophe Lamotte
- 2018 : Les Fantômes du Havre de Thierry Binisti : Muriel Rohan
- 2019 : Meurtres dans le Jura d'Éric Duret : Jeanne Tournault
- 2019 à la télévision 2019 : "[[Profilage saison, 9 épisode 7 : Marthe Fallet
- 2020 : Les Mystères des majorettes de Gabriele Lorenzo : Patricia
- 2020 : Grand Hôtel de Yann Samuell et Jérémy Minui : Madame de Corson
- 2021 : L'École de la vie de Elsa Bennett et Hippolyte Dard : Catherine Picard
- 2021 : Les Héritières de Nolwenn Lemesle : Madame d'Agostino
- 2021 : Prière d'enquêter, épisode  Un si long chemin de Laurence Katrian
- 2024 : Une amitié dangereuse d'Alain Tasma : Mme de Montmorency
- 2025 : Erica, épisode La princesse des glaces : Nelly

## Théâtre
- 1986 : Ce sacré bonheur de Jean Cosmos, mise en scène Michel Fagadau, Théâtre Montparnasse
- 1995 : Le Radeau de la Méduse de Roger Planchon, mise en scène de l'auteur, TNP Villeurbanne
- 1996 : Un cœur français de Jean-Marie Besset, mise en scène Patrice Kerbrat, Centre national de création d'Orléans, Théâtre Hébertot
- 1997 : Le Radeau de la Méduse de Roger Planchon, mise en scène de l'auteur, Théâtre national de la Colline
- 1997 : Oncle Vania d'Anton Tchekhov, mise en scène Patrice Kerbrat, Théâtre Hébertot
- 2002 : La Boutique au coin de la rue de Miklos Laszlo  mise en scène Jean-Jacques Zilbermann
- 2005 : Le Meilleur professeur de Daniel Besse mise en scène Stéphane Hillel
- 2006 : La Femme d'avant de Roland Schimmelpfennig, mise en scène Claudia Stavisky, Théâtre des Célestins
- 2009 : Oncle Vania d’Anton Tchekhov, mise en scène Claudia Stavisky, Théâtre des Bouffes du Nord, Théâtre du Gymnase, Théâtre National de Nice, Théâtre des Célestins, tournée
- 2010 : Rêve d'Automne de Jon Fosse, mise en scène Patrice Chéreau, Musée du Louvre, Centre national de création d'Orléans, Théâtre de la Ville
- 2011 : Rêve d'Automne de Jon Fosse, mise en scène Patrice Chéreau, tournée, Le Grand T Nantes, deSingel Anvers, Théâtre du Nord, Stadsschouwburg Amsterdam, Piccolo Teatro, TAP Poitiers, TNB, Wiener Festwochen Vienne, La Criée
- 2014 : Réparer les vivants de Maylis de Kerangal, mise en scène Thierry Thieû Niang
- 2015 : Le Système d'Antoine Rault, mise en scène Didier Long, Théâtre Antoine
- 2016 : Les affaires sont les affaires d'Octave Mirbeau, mise en scène Claudia Stavisky, Théâtre des Célestins
- 2016 : La Version Browning de Terence Rattigan, mise en scène Patrice Kerbrat, Théâtre de Poche Montparnasse
- 2021 et 2022 : La Dernière lettre de et mise en scène Violaine Arsac, Festival Off d'Avignon
- 2022 : Parloir de et mis en scène Delphine Hecquet, tournée

## Distinctions

### Récompense
- Prix Reconnaissance des cinéphiles 2015

### Nominations
- Césars 1995 : César du meilleur espoir féminin pour Couples et amants
- AACTA Awards 2014 : Meilleure actrice  dramatique de télévision pour An Accidental Soldier (en)